# エイトビット (企業)
エイトビット株式会社（エイトビット、英語: Eightbit Co., Ltd）は、東京都豊島区に本社を置く、IT人材に特化した人材紹介事業を展開する会社。

## 会社概要
創業者の茂手木雅樹は、元アウトソーシングテクノロジー株式会社代表取締役社長であり、未経験人材のエンジニア化を推進する「派遣2.0」モデルの提唱者であることから次なる挑戦として「若者に希望を、未経験者に機会を与える」ことを掲げてエイトビット株式会社を設立。

## 沿革
2022年8月8日 東京都豊島区にてエイトビット株式会社設立。　
2023年1月 大阪支社を開設。
2023年12月 横浜支社を開設。
2024年1月 株式会社EYEを子会社化し、SNSマーケティング事業へ参入。
2024年4月 福岡支社を開設。
2024年12月 株式会社リクーを割当先とする第三者割当増資を実施。
2025年4月 株式会社FITを子会社化
2025年5月 女性向けキャリア支援事業「&HerWorks（アンド・ハーワークス）」をスタート。